# Pardosa crassipalpis
Pardosa crassipalpis este o specie de păianjeni din genul Pardosa, familia Lycosidae, descrisă de Purcell, 1903. Conform Catalogue of Life specia Pardosa crassipalpis nu are subspecii cunoscute.